# Волин (Јужна Дакота)
Волин (енгл. Volin) град је у америчкој савезној држави Јужна Дакота.

## Демографија
По попису из 2010. године број становника је 161, што је 46 (-22,2%) становника мање него 2000. године.
| Група             | 2000.       | 2010.       |
| Белци             | 195 (94,2%) | 160 (99,4%) |
| Афроамериканци    | 0 (0,0%)    | 0 (0,0%)    |
| Азијати           | 0 (0,0%)    | 0 (0,0%)    |
| Хиспаноамериканци | 0 (0,0%)    | 0 (0,0%)    |
| Укупно            | 207         | 161         |